# Deutsche Leichtathletik-Meisterschaften 1964/Resultate
Der Hauptteil der Wettbewerbe bei den 64. Deutschen Leichtathletik-Meisterschaften wurde vom 7. bis 9. August 1964 im Berliner Olympiastadion ausgetragen.
In der hier vorliegenden Auflistung werden die in den verschiedenen Wettbewerben jeweils ersten sechs platzierten Leichtathletinnen und Leichtathleten aufgeführt. Eine Übersicht mit den Medaillengewinnerinnen und -gewinnern sowie einigen Anmerkungen zu den Meisterschaften findet sich unter dem Link Deutsche Leichtathletik-Meisterschaften 1964.
Wie immer gab es zahlreiche Disziplinen, die zu anderen Terminen an anderen Orten stattfanden – in den folgenden Übersichten jeweils konkret benannt.
Hier die ausführlichen Ergebnislisten der Meisterschaften:

## Meisterschaftsresultate Männer

### 100 m
| Platz | Athlet, Verein                             | Zeit (s) |
| ----- | ------------------------------------------ | -------- |
| 1     | Manfred Knickenberg (Wuppertaler SV)       | 10,3     |
| 2     | Fritz Roderfeld (Rot-Weiß Oberhausen)      | 10,3     |
| 3     | Heinz Schumann (TG Bremen)                 | 10,4     |
| 4     | Fritz Obersiebrasse (ASV Köln)             | 10,4     |
| 5     | Alfred Hebauf (SV Salamander Kornwestheim) | 10,5     |
| 6     | Hartmut Wilke (TV 1847 Wetzlar)            | 10,5     |

Datum: 8. August

### 200 m
| Platz | Athlet, Verein                             | Zeit (s) |
| ----- | ------------------------------------------ | -------- |
| 1     | Heinz Schumann (TG Bremen)                 | 21,0     |
| 2     | Alfred Hebauf (SV Salamander Kornwestheim) | 21,1     |
| 3     | Fritz Obersiebrasse (ASV Köln)             | 21,3     |
| 4     | Manfred Germar (ASV Köln)                  | 21,5     |
| 5     | Gustav Held (Eintracht Frankfurt)          | 21,5     |
| 6     | Horst Haßlinger (TV 1860 Fürth)            | 21,7     |

Datum: 9. August

### 400 m
| Platz | Athlet, Verein                            | Zeit (s) |
| ----- | ----------------------------------------- | -------- |
| 1     | Jürgen Kalfelder (Wuppertaler SV)         | 46,4     |
| 2     | Johannes Schmitt (ASV Köln)               | 46,6     |
| 3     | Manfred Kinder (Wuppertaler SV)           | 47,1     |
| 4     | Werner Thiemann (1. FC Nürnberg)          | 47,3     |
| 5     | Carl Kaufmann (Karlsruher SC)             | 47,4     |
| 6     | Jens Ulbricht (SV St. Georg 1895 Hamburg) | 47,5     |

Datum: 9. August

### 800 m
| Platz | Athlet, Verein                              | Zeit (min) |
| ----- | ------------------------------------------- | ---------- |
| 1     | Manfred Kinder (Wuppertaler SV)             | 1:48,8     |
| 2     | Franz-Josef Kemper (DJK Arminia Ibbenbüren) | 1:48,9     |
| 3     | Dieter Bogatzki (USC Mainz)                 | 1:49,2     |
| 4     | Dirk Vetter (Hannover 96)                   | 1:49,6     |
| 5     | Arnd Krüger (CSV Marathon 1910 Krefeld)     | 1:50,3     |
| 6     | Erwin Matzen (TSV Bayer 04 Leverkusen)      | 1:50,6     |

Datum: 9. August

### 1500 m
| Platz | Athlet, Verein                               | Zeit (min) |
| ----- | -------------------------------------------- | ---------- |
| 1     | Harald Norpoth (Preußen Münster)             | 3:41,6     |
| 2     | Bernd Windel (Polizei-SV Hannover)           | 3:42,7     |
| 3     | Bodo Tümmler (SCC Berlin)                    | 3:42,7     |
| 4     | Holger Hintzen (FSV Frankfurt)               | 3:43,2     |
| 5     | Karl Eyerkaufer (FSV Frankfurt)              | 3:44,2     |
| 6     | Wolf-Jochen Schulte-Hillen (Preußen Münster) | 3:47,0     |

Datum: 9. August

### 5000 m
| Platz | Athlet, Verein                          | Zeit (min) |
| ----- | --------------------------------------- | ---------- |
| 1     | Werner Girke (VfL Wolfsburg)            | 14:03,2    |
| 2     | Wolfgang Zur (Barmer TV 1846 Wuppertal) | 14:30,4    |
| 3     | Bernd-Dieter Hecht (Polizei SV Berlin)  | 14:34,4    |
| 4     | Roland Watschke (VfL Wolfsburg)         | 14:37,0    |
| 5     | Lutz Krausse (VfL Wolfsburg)            | 14:39,6    |
| 6     | Karlheinz Bülow (KSV Hessen Kassel)     | 14:40,0    |

Datum: 9. August

### 10.000 m
| Platz | Athlet, Verein                               | Zeit (min) |
| ----- | -------------------------------------------- | ---------- |
| 1     | Horst Flosbach (KSV Hessen Kassel)           | 29:47,6    |
| 2     | Lutz Philipp (LBV Phönix Lübeck)             | 30:08,8    |
| 3     | Manfred Steffny (Wuppertaler SV)             | 30:14,4    |
| 4     | Arno Krausse (VfL Wolfsburg)                 | 30:54,8    |
| 5     | Gerd Schmitz (Barmer TV 1846 Wuppertal)      | 31:12,2    |
| 6     | Erich Vellage (Polizei-Sportverein Hannover) | 31:18,8    |

Datum: 7. August

### Marathon
| Platz | Athlet, Verein                                  | Zeit (h) |
| ----- | ----------------------------------------------- | -------- |
| 1     | Gideon Papke (SCC Berlin)                       | 2:39:25  |
| 2     | Martin Lechner (TuS Bad Aibling)                | 2:46:06  |
| 3     | Franz-Wilhelm Wiggershaus (VfL Eintracht Hagen) | 2:46:46  |
| 4     | Helmut Knobloch (VfL Eintracht Hagen)           | 2:48:42  |
| 5     | Martin Rutsch (1. FC Nürnberg)                  | 2:50:54  |
| 6     | Manfred Dillig (TV Erlangen-Bruck)              | 2:53:47  |

Datum: 18. Juli
fand in Karlsruhe statt

### Marathon, Mannschaftswertung
| Platz | Verein, Besetzung                                                       | Zeit (h) |
| ----- | ----------------------------------------------------------------------- | -------- |
| 1     | SCC Berlin I (Gideon Papke, Hermann Brecht, Franz Marowski)             | 08:41:00 |
| 2     | VfL Eintracht Hagen (Franz-Wilhelm Wiggershaus, Helmut Knobloch, Misch) | 08:49:38 |
| 3     | SV Darmstadt 98 (Herbert Hoghoff, Walter Weba, Helmut Reitz)            | 09:27:45 |
| 4     | TUSEM Essen (August Blumensaat, Siebertz, Werner Zaparty)               | 09:31:29 |
| 5     | LC Rehlingen (Guido Berg, Jung, Rach)                                   | 09:44:02 |
| 6     | SCC Berlin II (Günter Thiele, Fritz Orlowski, Heinz Schulze)            | 10:00:03 |

Datum: 18. Juli
fand in Karlsruhe statt

### 110 m Hürden
| Platz | Athlet, Verein                       | Zeit (s) |
| ----- | ------------------------------------ | -------- |
| 1     | Hinrich John (Hannover 96)           | 14,3     |
| 2     | Werner Trzmiel (VfL Bochum)          | 14,5     |
| 3     | Manfred Jansche (USC Mainz)          | 14,6     |
| 4     | Klaus Winter (ASV Berlin)            | 14,6     |
| 5     | Walter Pensberger (TSV 1860 München) | 14,9     |
| 6     | Peter Ohligschläger (VfB Stuttgart)  | 14,9     |

Datum: 8. August

### 200 m Hürden
| Platz | Athlet, Verein                               | Zeit (s) |
| ----- | -------------------------------------------- | -------- |
| 1     | Joachim Hellmich (OSC Berlin)                | 23,4     |
| 2     | Wolfgang Wagner (OSC Höchst)                 | 23,6     |
| 3     | Gernot Friese (TSV Marbach)                  | 23,7     |
| 4     | Karl Harasek (TV Groß-Gerau)                 | 24,0     |
| 5     | Hans Bickel (TSV Bayer 04 Leverkusen)        | 24,1     |
| 6     | Gerhard Fichter (SV Salamander Kornwestheim) | 24,2     |

Datum: 7. August

### 400 m Hürden
| Platz | Athlet, Verein                            | Zeit (s) |
| ----- | ----------------------------------------- | -------- |
| 1     | Horst Gieseler (VfL Bochum)               | 50,7     |
| 2     | Ferdinand Haas (TSV Bayer 04 Leverkusen)  | 50,9     |
| 3     | Guido Müller (SV Salamander Kornwestheim) | 51,3     |
| 4     | Helmut Janz (Wuppertaler SV)              | 51,9     |
| 5     | Wolfgang Heise (TSV Bayer 04 Leverkusen)  | 52,0     |
| 6     | Fritz Roth (Hannover 96)                  | 52,3     |

Datum: 9. August

### 3000 m Hindernis
| Platz | Athlet, Verein                        | Zeit (min) |
| ----- | ------------------------------------- | ---------- |
| 1     | Alfons Ida (VfL Wolfsburg)            | 8:47,2     |
| 2     | Helmut Neumann (SSG Darmstadt)        | 8:48,2     |
| 3     | Gerhard Machunze (TV 1860 Immenstadt) | 8:52,6     |
| 4     | Ralph Hesse (DJK Würzburg)            | 8:58,8     |
| 5     | Klaus Vieth (SC Dahlhausen)           | 9:08,6     |
| 6     | Leo Schorr (1. FC Saarbrücken)        | 9:10,0     |

Datum: 9. August

### 4 × 100 m Staffel
| Platz | Verein, Besetzung                                                                             | Zeit (s) |
| ----- | --------------------------------------------------------------------------------------------- | -------- |
| 1     | ASV Köln (Manfred Germar, Jürgen Schüttler, Johannes Schmitt, Fritz Obersiebrasse)            | 40,3     |
| 2     | SV Salamander Kornwestheim (Guido Müller, Peter Gamper, Dieter Hübner, Alfred Hebauf)         | 40,8     |
| 3     | Eintracht Frankfurt (Liederbach, Gustav Held, Jochen Bender, Marcel Wendelin)                 | 40,8     |
| 4     | TSV Bayer 04 Leverkusen (Rudolf Sundermann, Peter Wittke, Manfred Schäfers, Jürgen Schneider) | 41,0     |
| 5     | TG Bremen (Heinz Schumann, Knothe, Heuer, Petersen)                                           | 41,7     |
| 6     | Hamburger SV (Kapeller, Heinz-Uwe Bordtheiser, Hans-Georg Wawrzyn, Michael Otten)             | 42,0     |

Datum: 19. Juli
fand in Karlsruhe statt

### 4 × 400 m Staffel
| Platz | Verein, Besetzung                                                                     | Zeit (min) |
| ----- | ------------------------------------------------------------------------------------- | ---------- |
| 1     | Wuppertaler SV (Johannes Kaiser, Manfred Kinder, Klaus Wengoborski, Jürgen Kalfelder) | 3:09,2     |
| 2     | Karlsruher SC (Gerhard Stegmann, Gerhard Hennige, Klaus Weigand, Carl Kaufmann)       | 3:10,8     |
| 3     | SV St. Georg Hamburg (Hoffmeister, Harm Bredemeier, Isermann, Jens Ulbricht)          | 3:11,0     |
| 4     | Hannover 96 (Klaus von Boddien, Jürgen Hillermann, Fritz Roth, Dirk Vetter)           | 3:11,4     |
| 5     | USC Mainz (Imich, Haus, Langen, Dieter Bogatzki)                                      | 3:12,7     |
| 6     | Hamburger SV (Heinz-Uwe Bordtheiser, Andreae, Erk Maasch, Dorau)                      | 3:18,2     |

Datum: 19. Juli
fand in Karlsruhe statt

### 3 × 1000 m Staffel
| Platz | Verein, Besetzung                                              | Zeit (min) |
| ----- | -------------------------------------------------------------- | ---------- |
| 1     | SCC Berlin (Gerhard Kopp, Horst Milde, Bodo Tümmler)           | 7:17,6     |
| 2     | FSV Frankfurt (Klaus Prenner, Holger Hintzen, Karl Eyerkaufer) | 7:18,0     |
| 3     | ASV Köln (Mundt, Schwarte, Jürgen Jaenisch)                    | 7:20,0     |
| 4     | Hannover 96 I (Tiller, Kamphausen, Wien)                       | 7:20,6     |
| 5     | OSV Hörde (P. Schmidt, Barreck, Basse)                         | 7:26,6     |
| 6     | Hannover 96 II (Wieland, Mantik, Künne)                        | 7:27,0     |

Datum: 19. Juli
fand in Karlsruhe statt

### 20-km-Gehen
| Platz | Athlet, Verein                      | Zeit (h)  |
| ----- | ----------------------------------- | --------- |
| 1     | Hannes Koch (Hannover 96)           | 1:36:59,4 |
| 2     | Herbert Staubach (Meidericher SV)   | 1:36:48,0 |
| 3     | Gert Jannsen (Berliner SC)          | 1:37:04,8 |
| 4     | Kurt Schreiber (Post-SV Tübingen)   | 1:38:25,0 |
| 5     | Karl-Heinz Pape (TSV Lebenstedt)    | 1:38:45,0 |
| 6     | Julius Müller (Eintracht Frankfurt) | 1:39:44,0 |

Datum: 8. August

### 20-km-Gehen, Mannschaftswertung
| Platz | Verein, Besetzung                                               | Zeit (h)  |
| ----- | --------------------------------------------------------------- | --------- |
| 1     | Eintracht Frankfurt (Julius Müller, Gerd Schuth, Claus Bartels) | 5:00:57,4 |
| 2     | Hannover 96 (Hannes Koch, Hans-Jürgen Paul, Erich Rodermund)    | 5:08:14,0 |
| 3     | Post-SV Tübingen (Kurt Schreiber, Rolf Baur, Peter Schulze)     | 5:13:46,6 |
| 4     | ACT Kassel (Werner Hupfeld, Ralf Nippoldt, Heinz Lehmann)       | 5:16:19,2 |
| 5     | Meidericher SV (Herbert Staubach, H.-A. Staubach, Lehnen)       | 5:16:35,0 |
| 6     | TSV Lebenstedt (Karl-Heinz Pape, Gerhard Weidner, Lippold)      | 5:17:26,0 |

Datum: 8. August

### 50-km-Gehen
| Platz | Athlet, Verein                           | Zeit (h)  |
| ----- | ---------------------------------------- | --------- |
| 1     | Bernhard Nermerich (Eintracht Frankfurt) | 4:16:19,8 |
| 2     | Julius Müller (Eintracht Frankfurt)      | 4:52:32,0 |
| 3     | Kurt Schreiber (Post-SV Tübingen)        | 5:01:09,2 |
| 4     | Gerhard Weidner (TSV Lebenstedt)         | 5:11:06,6 |
| 5     | Jürgen Krämer (TSV Mühlhof-Reichelsdorf) | 5:14:00,2 |
| 6     | Heinz Lehmann (ACT Kassel)               | 5:15:11,6 |

Datum: 18. Juli
fand in Karlsruhe statt

### 50-km-Gehen, Mannschaftswertung
| Platz | Verein, Besetzung                                                        | Zeit (h)   |
| ----- | ------------------------------------------------------------------------ | ---------- |
| 1     | Eintracht Frankfurt (Bernhard Nermerich, Julius Müller, Siegmut Halboth) | 14:57:15,6 |
| 2     | Post-SV Tübingen (Kurt Schreiber, Peter Schulze, Rolf Baur)              | 16:07:54,2 |
| 3     | SV Friedrichsgabe (Gerd Nickel, Hans-Jürgen Bründel, Uwe Ermisch)        | 17:18:35,8 |

Datum: 18. Juli
fand in Karlsruhe statt
nur 3 Mannschaften in der Wertung

### Hochsprung
| Platz | Athlet, Verein                               | Höhe (m) |
| ----- | -------------------------------------------- | -------- |
| 1     | Wolfgang Schillkowski (TB Wülfrath)          | 2,06     |
| 2     | Wolfgang Spinnler (USC Mainz)                | 2,03     |
| 3     | Ingomar Sieghart (TV Moosburg)               | 2,03     |
| 4     | Ralf Drecoll (Hamburger SV)                  | 2,03     |
| 5     | Herbert Hopf (TG Würzburg)                   | 2,00     |
| 6     | Gunther Spielvogel (TSV Bayer 04 Leverkusen) | 1,95     |

Datum: 9. August

### Stabhochsprung
| Platz | Athlet, Verein                               | Höhe (m) |
| ----- | -------------------------------------------- | -------- |
| 1     | Wolfgang Reinhardt (TSV Bayer 04 Leverkusen) | 5,05     |
| 2     | Wolfgang Pinder (SV Salamander Kornwestheim) | 4,60     |
| 3     | Claus Schiprowski (TSV Bayer 04 Leverkusen)  | 4,60     |
| 4     | Klaus Lehnertz (KSV Hessen Kassel)           | 4,50     |
| 5     | Rainer Arend (TSV Duisburg)                  | 4,40     |
| 6     | Reiner Schmelz (Rot-Weiß Oberhausen)         | 4,30     |

Datum: 9. August

### Weitsprung
| Platz | Athlet, Verein                          | Weite (m) |
| ----- | --------------------------------------- | --------- |
| 1     | Wolfgang Klein (Hamburger SV)           | 7,85      |
| 2     | Armin Baumert (TSV Bayer 04 Leverkusen) | 7,59      |
| 3     | Gerhard Deyerling (TSG Haßloch)         | 7,50      |
| 4     | Wolfgang Bergmann (Hannover 96)         | 7,49      |
| 5     | Michael Sauer (USC Mainz)               | 7,42      |
| 6     | Josef Freund (Eintracht Frankfurt)      | 7,40      |

Datum: 7. August

### Dreisprung
| Platz | Athlet, Verein                            | Weite (m) |
| ----- | ----------------------------------------- | --------- |
| 1     | Michael Sauer (USC Mainz)                 | 15,86     |
| 2     | Günter Krivec (Moerser TV)                | 15,80     |
| 3     | Hans-Jörg Müller (SV Saar 05 Saarbrücken) | 15,10     |
| 4     | Norbert Weiser (TSV 1860 München)         | 14,92     |
| 5     | Heinrich Fröhling (Schwarz-Gelb Unna)     | 14,86     |
| 6     | Dietmar Klose (Hamburger SV)              | 14,78     |

Datum: 8. August

### Kugelstoßen
| Platz | Athlet, Verein                               | Weite (m) |
| ----- | -------------------------------------------- | --------- |
| 1     | Dietrich Urbach (TSV 1860 München)           | 18,44     |
| 2     | Heinfried Birlenbach (Sportfreunde Siegen)   | 18,00     |
| 3     | Josef Klik (KSV Hessen Kassel)               | 17,10     |
| 4     | Werner Heger (USC Heidelberg)                | 16,58     |
| 5     | Peter Kersting (TSV Bayer 04 Leverkusen)     | 16,50     |
| 6     | Karl-Fritz Rüßberg (TSV Bayer 04 Leverkusen) | 16,48     |

Datum: 8. August

### Diskuswurf
| Platz | Athlet, Verein                     | Weite (m) |
| ----- | ---------------------------------- | --------- |
| 1     | Josef Klik (KSV Hessen Kassel)     | 53,96     |
| 2     | Ferdinand Schladen (ASV Köln)      | 53,96     |
| 3     | Jens Reimers (Rot-Weiß Oberhausen) | 53,61     |
| 4     | Henning Nickenich (USC Mainz)      | 51,36     |
| 5     | Rudolf Schwarz (VfL Wolfsburg)     | 49,71     |
| 6     | Bernd Mensmann (TSG Dülmen)        | 49,55     |

Datum: 7. August

### Hammerwurf
| Platz | Athlet, Verein                              | Weite (m) |
| ----- | ------------------------------------------- | --------- |
| 1     | Uwe Beyer (Holstein Kiel)                   | 63,87     |
| 2     | Hans Fahsl (TSV Bayer 04 Leverkusen)        | 61,58     |
| 3     | Hans Wulff (KSV Hessen Kassel)              | 60,70     |
| 4     | Karl Rube (USC Mainz)                       | 58,36     |
| 5     | Gerhold Wohlfarth (TSV Bayer 04 Leverkusen) | 57,24     |
| 6     | Jörn Schmidt (Hamburger SV)                 | 56,46     |

Datum: 9. August

### Speerwurf
| Platz | Athlet, Verein                        | Weite (m) |
| ----- | ------------------------------------- | --------- |
| 1     | Hermann Salomon (USC Mainz)           | 77,24     |
| 2     | Rolf Köhler (TSV Bayer 04 Leverkusen) | 74,79     |
| 3     | Eugen Stumpp (TSG Balingen)           | 73,96     |
| 4     | Hans Schenk (TSV Bayer 04 Leverkusen) | 70,61     |
| 5     | Bernd Kotkowiak (SCC Berlin)          | 69,41     |
| 6     | Rolf Reebs (Eintracht Frankfurt)      | 68,70     |

Datum: 8. August

### Fünfkampf,1952er Wertung
| Platz | Athlet, Verein                         | P – offiz. Wert. | P – 85er Wert. |
| ----- | -------------------------------------- | ---------------- | -------------- |
| 1     | Hermann Salomon (USC Mainz)            | 3554             | 3740           |
| 2     | Uwe Keiler (TuS 04 Leverkusen)         | 3420             | 3678           |
| 3     | Klaus Beuschel (Polizei SV Berlin)     | 3405             | 3714           |
| 4     | Rolf Reebs (Eintracht Frankfurt)       | 3391             | 3684           |
| 5     | Gustav Held (Eintracht Frankfurt)      | 3287             | 3578           |
| 6     | Wolfgang Kardetzky (Polizei SV Berlin) | 3204             | 3560           |

Datum: 18. Juli
fand in Karlsruhe statt
Disziplinen des Fünfkampfs: Weitsprung, Speerwurf, 200 m, Diskuswurf, 1500 m

### Fünfkampf, Mannschaftswertung
| Platz | Verein, Besetzung                                                   | Leistung (Pkte) |
| ----- | ------------------------------------------------------------------- | --------------- |
| 1     | Eintracht Frankfurt (Rolf Reebs, Gustav Held, Wolfgang Schultz)     | 9432            |
| 2     | Polizei SV Berlin (Klaus Beuschel, Wolfgang Kardetzky, Bernd Podak) | 9384            |
| 3     | USC Mainz (Hermann Salomon, Peter Mörbel, Michael Clermont)         | 8794            |
| 4     | TuS 04 Leverkusen (Uwe Keiler, Weiffenbach, Norf)                   | 8790            |
| 5     | GSV Porz (Habicht, Block, Weidner)                                  | 7996            |
| 6     | OSC Berlin (Trabert, Fröhner, Frey)                                 | 7765            |

Datum: 18. Juli
fand in Karlsruhe statt
Anmerkung: Die hier aufgelisteten Punktzahlen ergeben sich aus der zum Zeitpunkt der Austragung gültigen Wertungstabelle.

### Zehnkampf,1952er Wertung
| Platz | Athlet, Verein                           | P – offiz. Wert. | P – 85er Wert. |
| ----- | ---------------------------------------- | ---------------- | -------------- |
| 1     | Hans-Joachim Walde (USC Mainz)           | 8082             | 7718           |
| 2     | Horst Beyer (VfL Wolfsburg)              | 8026             | 7690           |
| 3     | Willi Holdorf (TSV Bayer 04 Leverkusen)  | 7974             | 7581           |
| 4     | Wolfgang Heise (TSV Bayer 04 Leverkusen) | 7557             | 7377           |
| 5     | Jürgen Schäps (USC Mainz)                | 6931             | 6977           |
| 6     | Erich Kriegisch (TSV Bad Wörishofen)     | 6772             | 6865           |

Datum: 18./19. Juli
fand in Karlsruhe statt

### Zehnkampf,1952er Wertung– Mannschaftswertung
| Platz | Verein, Besetzung                                                       | Leistung (Pkte) |
| ----- | ----------------------------------------------------------------------- | --------------- |
| 1     | TSV Bayer 04 Leverkusen (Willi Holdorf, Wolfgang Heise, Manfred Bäcker) | 22.185          |
| 2     | USC Mainz (Hans-Joachim Walde, Jürgen Schäps, Klaus-Dieter Röper)       | 21.459          |
| 3     | TSV Verden (Siegbert Rokitta, Wolfram Kowalzik, Helmut Plaat)           | 17.121          |
| 4     | TuS Alstertal Hamburg (Manfred Pflugbeil, Wurl, Franz Wojaczek)         | 16.022          |
| 5     | TSV Bad Wörishofen (Erich Kriegisch, Bernd Struppek, Kurt Leuterer)     | 15.963          |
| 6     | LG Nierstein-Oppenheim (Klaus Degreif, Porzner, Ernst Krahnke)          | 14.682          |

Datum: 18./19. Juli
fand in Karlsruhe statt

### WaldlaufMittelstrecke –3400m
| Platz | Athlet, Verein                     | Zeit (min) |
| ----- | ---------------------------------- | ---------- |
| 1     | Bodo Tümmler (SCC Berlin)          | 10:00,0    |
| 2     | Werner Girke (VfL Wolfsburg)       | 10:05,6    |
| 3     | Bernd Windel (Polizei-SV Hannover) | 10:08,0    |
| 4     | Heinz Böthling (VfL Wolfsburg)     | 10:15,4    |
| 5     | Dieter Lange (Hamburger SV)        | 10:16,4    |
| 6     | Siegmar Müller (TG Esslingen)      | 10:18,4    |

Datum: 19. April
fand in Aßlar statt

### WaldlaufMittelstrecke –3400m, Mannschaftswertung
| Platz | Verein, Besetzung                                                        | (Pkte)               |
| ----- | ------------------------------------------------------------------------ | -------------------- |
| 1     | Polizei SV Berlin (Klaus-Jürgen Lehmann, Jörg Balke, Bernd-Dieter Hecht) | 18 (Plätze 07/8/9)   |
| 2     | ASV Köln (Siegfried Züchner, Willi Gammel, Alfred Reusch)                | 36 (Plätze 12/13/18) |
| 3     | Hamburger SV (Dieter Lange, Blatt, Profé)                                | 39 (Plätze 05/20/21) |
| 4     | SCC Berlin (Bodo Tümmler, Marc Voigt, Horst Milde)                       | 44 (Plätze 01/26/27) |
| 5     | VfL Wolfsburg (Werner Girke, Heinz Böthling, Jänsch)                     | 48 (Plätze 02/4/61)  |
| 6     | SV Darmstadt 98 (Gönner, Herbert Hoghoff, Meyer)                         | 51 (Plätze 10/19/34) |

Datum: 19. April
fand in Aßlar statt

### WaldlaufLangstrecke –9400m
| Platz | Athlet, Verein                          | Zeit (min) |
| ----- | --------------------------------------- | ---------- |
| 1     | Harald Norpoth (Preußen Münster)        | 29:23,4    |
| 2     | Horst Flosbach (KSV Hessen Kassel)      | 29:36,2    |
| 3     | Günter Nordhausen (FTSV Elmshorn)       | 29:39,4    |
| 4     | Gerd Schmitz (Barmer TV 1846 Wuppertal) | 59:54,8    |
| 5     | Gottfried Arnold (SSG Darmstadt)        | 29:55,6    |
| 6     | Lutz Philipp (LBV Phönix Lübeck)        | 30:03,0    |

Datum: 19. April
fand in Aßlar statt

### WaldlaufLangstrecke –9400m, Mannschaftswertung
| Platz | Verein, Besetzung                                                            | (Pkte)               |
| ----- | ---------------------------------------------------------------------------- | -------------------- |
| 1     | KSV Hessen Kassel (Horst Flosbach, Ludwig Müller, Hans Hüneke)               | 13 (Plätze 02/9/10)  |
| 2     | SSG Darmstadt (Gottfried Arnold, Helmut Neumann, Hans Siegel)                | 20 (Plätze 05/11/14) |
| 3     | Hamburger SV (Wolfgang Fricke, Karl-Heinz Paetow, Fritz Stutzer)             | 32 (Plätze 13/15/21) |
| 4     | Barmer TV 1846 Wuppertal (Gerd Schmitz, Wolfgang Zur, Richard Boddenberg)    | 49 (Plätze 04/32/34) |
| 5     | Karlsruher SC (Karl Seyfried, Russ, Seelenmeyer)                             | 51 (Plätze 16/27/30) |
| 6     | TSV Bayer 04 Leverkusen (Herbert Höke, Erich Nabbefeldt, Manfred Plogsterdt) | 56 (Plätze 18/20/47) |

Datum: 19. April
fand in Aßlar statt

## Meisterschaftsresultate Frauen

### 100 m
| Platz | Athletin, Verein                                    | Zeit (s) |
| ----- | --------------------------------------------------- | -------- |
| 1     | Renate Meyer, geb. Rose (Hannover 96)               | 11,6     |
| 2     | Erika Pollmann (FC Schalke 04)                      | 11,7     |
| 3     | Martha Pensberger, geb. Langbein (TSV 1860 München) | 11,8     |
| 4     | Karin Frisch (Stuttgarter Kickers)                  | 12,0     |
| 5     | Erika Fisch (Hannover 96)                           | 12,1     |
| 6     | Johanna Gaiser (TSV München-Ost)                    | 12,1     |

Datum: 8. August

### 200 m
| Platz | Athletin, Verein                                    | Zeit (s) |
| ----- | --------------------------------------------------- | -------- |
| 1     | Erika Pollmann (FC Schalke 04)                      | 24,1     |
| 2     | Martha Pensberger, geb. Langbein (TSV 1860 München) | 24,3     |
| 3     | Jutta Heine (ASV Köln)                              | 24,4     |
| 4     | Johanna Gaiser (TSV München-Ost)                    | 24,4     |
| 5     | Kirsten Roggenkamp (TSV Siemensstadt Berlin)        | 24,4     |
| 6     | Heidrun Bujak (Weiß-Blau Frankfurt)                 | 25,1     |

Datum: 9. August

### 400 m
| Platz | Athletin, Verein                     | Zeit (s) |
| ----- | ------------------------------------ | -------- |
| 1     | Erna Maisack (TV Jahn Plaidt)        | 55,2     |
| 2     | Margarete Buscher (Preußen Münster)  | 55,5     |
| 3     | Reinhilde Nietmann (FC Schalke 04)   | 56,4     |
| 4     | Heidemarie Zirotzki (Meidericher SV) | 57,4     |
| 5     | Marlies Schäffer (TV Werther)        | 58,8     |
| 6     | Uta Hemprich (1. FC Kaiserslautern)  | 58,9     |

Datum: 9. August

### 800 m
| Platz | Athletin, Verein                               | Zeit (min) |
| ----- | ---------------------------------------------- | ---------- |
| 1     | Antje Gleichfeld, geb. Braasch (TuS Alstertal) | 2:07,4     |
| 2     | Anita Wörner (VTV Mundenheim)                  | 2:08,0     |
| 3     | Gerlinde Hefner (Regensburger Turnerschaft)    | 2:10,4     |
| 4     | Marie-Luise Seiler (Meidericher SV)            | 2:10,8     |
| 5     | Christa Luczak (VfL Wolfsburg)                 | 2:11,3     |
| 6     | Barbara Decker (TV Hassee-Winterbek Kiel)      | 2:11,4     |

Datum: 9. August

### 80 m Hürden
| Platz | Athletin, Verein                          | Zeit (s) |
| ----- | ----------------------------------------- | -------- |
| 1     | Inge Schell (TSV 1860 München)            | 10,7     |
| 2     | Zenta Kopp, geb. Gastl (TSV 1860 München) | 10,7     |
| 3     | Erika Fisch (Hannover 96)                 | 10,9     |
| 4     | Renate Balck (TuS Alstertal)              | 11,2     |
| 5     | Ursula Opitz (Arminia Gütersloh)          | 11,5     |
| 6     | Helgard Zimmermann (Solinger TB)          | 11,6     |

Datum: 9. August

### 4 × 100 m Staffel
| Platz | Verein, Besetzung                                                                                            | Zeit (s) |
| ----- | --- | -------- |
| 1     | Hannover 96 (Renate Meyer – geb. Rose, Christa Elsler, Erika Fisch, Liesel Westermann)                       | 47,3     |
| 2     | ASV Köln (Schänzler, Gerlinde Beyrichen, Brucker, Jutta Heine)                                               | 47,7     |
| 3     | Hamburger SV (Gerda Paetow, Jutta Stöck, Karin Schneider, Leonore Koch – geb. Tauer)                         | 47,9     |
| 4     | OSC Berlin (Renate Burgemeister, Hannelore Swienty, Erika Rybakowski, Marlies Fünfstück)                     | 48,4     |
| 5     | Wuppertaler SV (Christel Dohrmann, Doris Schweimanns, Maren Knickenberg – geb. Collin, Elisabeth Pottgießer) | 48,9     |
| 6     | MTV Braunschweig (Ursula Wagner, Walther, Marianne Hornburg, Marion Taut)                                    | 48,9     |

Datum: 19. Juli
fand in Karlsruhe statt

### Hochsprung
| Platz | Athletin, Verein                              | Höhe (m) |
| ----- | --------------------------------------------- | -------- |
| 1     | Marlene Schmitz-Portz, geb. Mathei (ASV Köln) | 1,67     |
| 2     | Ilia Hans (SpVgg. Bissingen)                  | 1,64     |
| 3     | Rita Holm, geb. Kortum (Eintracht Frankfurt)  | 1,60     |
| 4     | Inge Geurtz (TuS Duisburg 48/99)              | 1,60     |
| 5     | Friderun Valk (TSG Ulm 1846)                  | 1,55     |
| 6     | Elke Reichert (Osnabrücker TV)                | 1,55     |

Datum: 7. August

### Weitsprung
| Platz | Athletin, Verein                             | Weite (m) |
| ----- | -------------------------------------------- | --------- |
| 1     | Helga Hoffmann (ATSV Saarbrücken)            | 6,33      |
| 2     | Dorothee Sander (TV Rees)                    | 6,22      |
| 3     | Wilma Wildemann, geb. Fabert (FC Schalke 04) | 6,06      |
| 4     | Ingrid Becker (LG Geseke)                    | 6,05      |
| 5     | Rosita Herms (USC Mainz)                     | 5,97      |
| 6     | Bärbel Palmié (Hamburger SV)                 | 5,92      |

Datum: 9. August

### Kugelstoßen
| Platz | Athletin, Verein                             | Weite (m) |
| ----- | -------------------------------------------- | --------- |
| 1     | Marlene Klein (LGO Euskirchen)               | 16,01     |
| 2     | Liesel Westermann (Hannover 96)              | 15,58     |
| 3     | Gertrud Schäfer (TSV Bayer 04 Leverkusen)    | 15,52     |
| 4     | Sigrun Kofink, geb. Grabert (SV 03 Tübingen) | 15,02     |
| 5     | Sieglinde Schaupp (TSG Ulm 1846)             | 14,53     |
| 6     | Elisabeth Huber (TSV Burghausen)             | 14,19     |

Datum: 7. August

### Diskuswurf
| Platz | Athletin, Verein                                    | Weite (m) |
| ----- | --------------------------------------------------- | --------- |
| 1     | Kriemhild Limberg, geb. Hausmann (Preussen Krefeld) | 53,69     |
| 2     | Marlene Klein (LG Olympia Euskirchen)               | 50,79     |
| 3     | Gertrud Schäfer (TSV Bayer 04 Leverkusen)           | 49,69     |
| 4     | Liesel Westermann (Hannover 96)                     | 49,54     |
| 5     | Liselotte Sturm (SV Siemens Nürnberg)               | 47,50     |
| 6     | Gudrun Kapolke (Hamburger SV)                       | 47,43     |

Datum: 8. August

### Speerwurf
| Platz | Athletin, Verein                               | Weite (m) |
| ----- | ---------------------------------------------- | --------- |
| 1     | Anneliese Gerhards, geb. Jansen (TV Lobberich) | 55,51     |
| 2     | Ameli Koloska, geb. Isermeyer (VfL Wolfsburg)  | 53,34     |
| 3     | Almut Brömmel (TSV 1860 München)               | 49,00     |
| 4     | Renate Schubert (Aplerbecker SC 09)            | 46,94     |
| 5     | Christa Sander (Hannover 96)                   | 46,60     |
| 6     | Ilse Spiers, geb. Junghänel (1. FC Schwandorf) | 46,10     |

Datum: 9. August

### Fünfkampf,1955er Wertung
| Platz | Athletin, Verein                          | Leistung (Pkte) |
| ----- | ----------------------------------------- | --------------- |
| 1     | Helga Hoffmann (ATSV Saarbrücken)         | 4643            |
| 2     | Ingrid Becker (LG Geseke)                 | 4558            |
| 3     | Zenta Kopp, geb. Gastl (TSV 1860 München) | 4479            |
| 4     | Maria Haas (SV Siemens Nürnberg)          | 4420            |
| 5     | Christa Büchner (TSV Bayer 04 Leverkusen) | 4338            |
| 6     | Erika Müller (SV Darmstadt 98)            | 4326            |

Datum: 18./19. Juli
fand in Karlsruhe statt

### Fünfkampf,1955er Wertung– Mannschaftswertung
| Platz | Verein, Besetzung                                                          | Leistung (Pkte) |
| ----- | -------------------------------------------------------------------------- | --------------- |
| 1     | Hannover 96 (Christa Elsler, Liesel Westermann, Christa Sander)            | 12.205          |
| 2     | Hamburger SV (Leonore Koch – geb. Tauer, Bärbel Palmié, Monika König)      | 11.667          |
| 3     | TuS Alstertal (Renate Balck, Christel Voß, Antje Gleichfeld, geb. Braasch) | 11.549          |
| 4     | SV Darmstadt 98 (Erika Müller, Voigt, Büchler – geb. Nix)                  | 11.461          |
| 5     | Arminia Gütersloh (Gerhard, Stempel, Sieg)                                 | 11.371          |
| 6     | ASV Berlin (Brigitte Liebig, Falk, Jakob)                                  | 11.115          |

Datum: 18./19. Juli
fand in Karlsruhe statt

### Waldlauf–1300m
| Platz | Athletin, Verein                               | Zeit (min) |
| ----- | ---------------------------------------------- | ---------- |
| 1     | Antje Gleichfeld, geb. Braasch (TuS Alstertal) | 4:14,0     |
| 2     | Margarete Buscher (Preußen Münster)            | 4:16,6     |
| 3     | Anita Wörner (VTV Mundenheim)                  | 4:19,0     |
| 4     | Christa Luczak (VfL Wolfsburg)                 | 4:20,6     |
| 5     | Christa Basche (SCC Berlin)                    | 4:22,2     |
| 6     | Barbara Decker (TV Hassee-Winterbek Kiel)      | 4:24,6     |

Datum: 19. April
fand in Aßlar statt

### Waldlauf–1300m, Mannschaftswertung
| Platz | Verein, Besetzung                                                     | (Pkte)               |
| ----- | --------------------------------------------------------------------- | -------------------- |
| 1     | VfL Wolfsburg (Christa Luczak, Liane Winter, Schnieber)               | 13 (Plätze 04/11/17) |
| 2     | SCC Berlin (Christa Basche, Neumann, Fuhlrott)                        | 18 (Plätze 05/12/21) |
| 3     | Post-SG Mannheim (Rosemarie Nitsch, Sigrid König, Fleckenstein)       | 28 (Plätze 10/13/31) |
| 4     | Düsseldorfer SC 99 (Christine Linz, Adam, Köhler)                     | 40 (Plätze 16/23/32) |
| 5     | SV Neu-Ravensburg (Margit Scherer, Rosemarie Schneider, Helga Skirde) | 41 (Plätze 20/24/28) |
| 6     | SV Darmstadt 98 (Büchler, Müller, Puntke)                             | 45 (Plätze 19/26/34) |

Datum: 19. April
fand in Aßlar statt